# Erik Abrahamsson
Pour les articles homonymes, voir Abrahamsson.
Erik Adolf Efraim « Aber » Abrahamsson  (né le 28 janvier 1898 à Södertälje et décédé le 19 mai 1965 dans la même ville) est un athlète suédois spécialiste du saut en longueur. Affilié au Södertälje SK, il mesurait 1,72 m pour 61 kg.

## Biographie

### Palmarès
| Date | Compétition           | Lieu   | Résultat | Épreuve          | Performance |
| ---- | --------------------- | ------ | -------- | ---------------- | ----------- |
| 1920 | Jeux olympiques d'été | Anvers | 3e       | Saut en longueur | 7,080 m     |

### Records
| Épreuve          | Performance | Lieu | Date |
| ---------------- | ----------- | ---- | ---- |
| Saut en longueur | 7,12 m      |      | 1923 |